# Lloyd Gough
Lloyd Gough (* 21. September 1907 in New York City, New York; † 23. Juli 1984 in Los Angeles, Kalifornien) war ein US-amerikanischer Schauspieler.

## Leben
Gough begann seine Karriere am Theater. Zwischen 1934 und 1948 war er fast ununterbrochen am Broadway engagiert, danach zog er nach Hollywood, um dort eine Filmkarriere anzustreben. Bereits seit 1942 war er mit der Schauspielerin Karen Morley verheiratet. Bis 1952 spielte er zahlreiche Filmrollen, darunter in Alle meine Söhne, Zum Zerreißen gespannt und Boulevard der Dämmerung. Seine Karriere fand ein jähes Ende, als er in der McCarthy-Ära zusammen mit seiner Frau vor das Komitee für unamerikanische Umtriebe treten musste. Beide verweigerten die Aussage und wurden daraufhin auf die Schwarze Liste gesetzt. Als unmittelbare Konsequenz wurde Goughs Name aus dem Vorspann des Fritz Lang-Westerns Engel der Gejagten mit Marlene Dietrich und Arthur Kennedy gestrichen.
Gough trat den Rest der 1950er Jahre wieder am Broadway auf, unter anderem in 157 Aufführungen von Ondine an der Seite von Mel Ferrer und Audrey Hepburn, bis er 1960 nach dem Ende der McCarthy-Ära wieder nach Hollywood zurückkehren konnte. Er nahm nun neben Spielfilmrollen auch Fernseh-Engagements an und erhielt nach einigen Gastrollen in Serie wie Auf der Flucht und FBI die Rolle des Reporters Michael Axford in der Serie Green Hornet mit Bruce Lee. 1976 spielte er in der Komödie Der Strohmann neben zahlreichen anderen seinerzeit mit einem Berufsverbot belegten Darstellern wie Zero Mostel und Herschel Bernardi.

## Filmografie (Auswahl)

### Film
- 1947: Jagd nach Millionen (Body and Soul)
- 1948: Alle meine Söhne (All my Sons)
- 1948: Die schwarze Maske (Black Bart)
- 1948: Rivalen am reißenden Strom (River Lady)
- 1948: Der Superspion (A Southern Yankee)
- 1948: The Babe Ruth Story
- 1948: Ich heirate dich doch (That Wonderful Urge)
- 1949: Tulsa
- 1949: Zum Zerreißen gespannt (Tension)
- 1949: Entscheidung am Fluß (Roseanna McCoy)
- 1949: Tritt ab, wenn sie lachen (Always Leave Them Laughing)
- 1950: Ins Leben entlassen (Outside the Wall)
- 1950: Boulevard der Dämmerung (Sunset Boulevard)
- 1951: Die Gefangene des Ku-Klux-Klan (Storm Warning)
- 1951: Valentino – Liebling der Frauen (Valentino)
- 1952: Engel der Gejagten (Rancho Notorious)
- 1967: Der Schnüffler (Tony Rome)
- 1968: Funny Girl
- 1968: Nur noch 72 Stunden (Madigan)
- 1969: Blutige Spur (Tell Them Willie Boy Is Here)
- 1970: Die große weiße Hoffnung (The Great White Hope)
- 1973: Unternehmen Staatsgewalt (Executive Action)
- 1974: Erdbeben (Earthquake)
- 1976: Der Strohmann (The Front)
- 1978: Hausbesuche (House Calls)

### Fernsehen
- 1964: The Outer Limits
- 1964: Preston & Preston (The Defenders)
- 1965: Auf der Flucht (The Fugitive)
- 1966: FBI (The F.B.I.)
- 1966: Rauchende Colts (Gunsmoke)
- 1966–1967: The Green Hornet
- 1967: Invasion von der Wega (The Invaders)
- 1967: Mannix
- 1970: Hawaii Fünf-Null (Hawaii Five-O)
- 1970: Männerwirtschaft (The Odd Couple)
- 1973: Kojak – Einsatz in Manhattan (Kojak)
- 1978: Baretta
- 1979: Barnaby Jones (2 Folgen)
- 1982: Quincy (Quincy, M. E.)

## Broadway
- 1934: Yellow Jack
- 1936: Alice Takat
- 1937: A Point of Honor
- 1938: The Ghost of Yankee Doodle
- 1940: Young Couple Wanted
- 1941: Tanyard Street
- 1942: The Cat Screams
- 1946: Deep Are the Roots
- 1954: Ondine
- 1958: Cue for Passion
- 1960: Roman Candle